# Església de Sant Miquel Arcàngel de Burjassot
L'església de San Miquel Arcàngel és un temple catòlic situat a la plaça dels Furs, 5, en el municipi de Burjassot. És un Bé de Rellevància Local amb identificador nombre 46.13.078-001.
Al mes de setembre acull les estades de la patrona del poble, la Mare de Déu de la Cabeza, que normalment es troba a l'ermita de Sant Roc. Durant eixes dates se l'honra amb una novena que acaba el dia de Sant Miquel Arcàngel i l'endemà fan missa major i a poqueta nit en processó, torna a l'ermita.

## Història
Inaugurada en 1780, es tracta de la parròquia més antiga de la població. Les cròniques indiquen que el temple fou construït a l'època que Burjassot pertanyia al Col·legi del Corpus Christi.

## Descripció
Té tres naus, A la capçalera hi estan la sagristia, la capella de la Comunió i el rere sagrari. La nau central està coberta amb volta de canó dividida en quatre trams, i al bell mig hi figuren medallons amb escenes al·lusives al titular de l'església. Les altres naus laterals són més baixes i a cada tram hi ha altars dedicats a diferents sants i al mig està la imatge de l'Arcàngel Sant Miquel. Hi ha una representació dels dotze apòstols, dos apòstols posteriors i dos arcàngels, representats amb figures de tres metres de grandària distribuïdes entre la nau central, el creuer i el presbiteri, essent la pintura bàsicament de Josep Vergara. L'altar major és disseny de Vicent Gascó.